# 11129 Hayachine
11129 Hayachine este un asteroid din centura principală de asteroizi.

## Descriere
11129 Hayachine este un asteroid din centura principală de asteroizi. A fost descoperit pe 14 noiembrie 1996 la Ōizumi de Takao Kobayashi. El prezintă o orbită caracterizată de o semiaxă mare de 2,56 ua, o excentricitate de 0,06 și o înclinație de 14,0° în raport cu ecliptica.